# ペーシュ・カショーロ
ペーシュ・カショーロ（学名：Hydrolycus scomberoides）はカラシン目キノドン科に属する熱帯魚。
近縁の H. armatus とともにpayaraと呼ばれる。食用とされる他、ゲームフィッシュ、観賞魚としても知られる。

## 特徴
犬の魚(ペーシュ=魚、カショーロ=犬)という名前の由来となった、下顎から生える二本の長い牙が特徴。折れたり、抜けたりしてもすぐ生え変わる。長い牙を収めるために、上顎には穴が空いている。
全長は通常30 cm程度で、最大51 cmに達する。全長1.17 mの個体の報告があるが、近縁の H. armatus との誤認の可能性がある。
体色は銀色で、鰓蓋後方と胸鰭基部に暗色の斑点がある。尾鰭は前半分が暗色で、後半分は透明。
待ち伏せ型の捕食者で、頭をやや下に向けて川の中層で静止し、通常小魚を狙うが、口に入る大きさであれば共食いも行う。

## 分布
アマゾン盆地のアマゾン川、オリノコ川流域。

## 近縁種
- レッドフィンペーシュ・カショーロ Hydrolycus armatus (Jardine, 1841)

名前の通り、ひれを含めた全身が赤茶色になるのが特徴。本種に比べると大型で、尾びれの先端が尖る。
- ドラド・カショーロ Rhaphiodon vulpinus (Agassiz, 1829)

本種とは別属。体表はタチウオのように強い金属的な光沢を帯びる。